# HAT-P-11 b

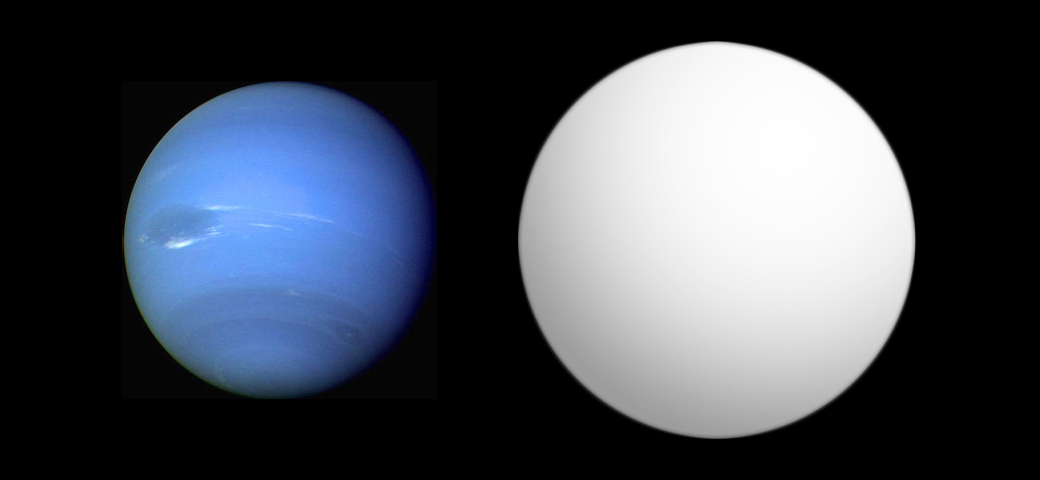

HAT-P-11 b는 백조자리 방향으로 지구에서 약 123 광년 떨어진 곳에 있는 외계 행성이다. 어머니 항성은 겉보기 등급 +9의 K형 주계열성 HAT-P-11이다. HAT-P-11의 빛이 주기적으로 약 0.4퍼센트 약해지는 것에서 행성이 별과 우리 시야 사이를 지나가고 있음을 알게 되었다. HAT-P-11 b는 하버드 스미소니언 천체 물리학 센터에서 가동 중인 소형 망원경 네트워크 HATNet를 이용하여 발견했으며, 2009년 1월 2일 바코스 연구진이 발견 사실을 공식적으로 발표했다. 발견 당시 기준으로 HAT-P-11 b는 어머니 항성 표면을 지나가는 것으로 밝혀진 행성들 중에서는 질량이 가장 작다(실제 질량은 최소 지구의 26배 이상이며, 천왕성이나 해왕성과 같은 가스 행성이라고 가정하면 반지름은 지구의 4.58배이다).
이 행성은 대략 페가수스자리 51 b가 페가수스자리 51에서 떨어져 있는 것과 비슷한 거리만큼 항성과 떨어져 있으며, 이는 통과법을 이용해 발견된 다른 외계 행성들과 비슷한 간격이다. 그러나 이렇게 가깝게 붙어 있는 뜨거운 해왕성임에도 이심률은 0.198로 크다. 가까운 거리 때문에 이 행성의 표면 온도는 섭씨 593도 정도로 매우 뜨겁지만, 어머니 항성이 비교적 어둡고 덜 뜨거운 K형 주계열성이기 때문에 페가수스자리 51 b처럼 1,000 켈빈이 넘어가는 초고온 상태는 아니다.

## 같이 보기
- 글리제 436 b
- HATNet 프로젝트
- HAT-P-7 b
- 목동자리 타우 b
- 고래자리 YZ
- HD 209458 b

## 참고 문헌
- Bakos;  외. (2009년 1월 2일). “HAT-P-11b: A Super-Neptune Planet Transiting a Bright K Star in the Kepler Field”. 《The Astrophysical Journal》 (abstract). arXiv:0901.0282.
- 국민일보 쿠키뉴스 (2009년 1월 23일). “지구보다 크고 무거운 외계행성 발견”. 2009년 1월 29일에 원본 문서에서 보존된 문서. 2009년 2월 5일에 확인함.
- 나우뉴스 (2009년 1월 23일). “지구보다 4배 큰 ‘슈퍼 해왕성’ 발견”. 2009년 8월 3일에 확인함.